# Федеральне міністерство внутрішніх справ Австрії
Федеральне міністерство внутрішніх справ Австрії (нім. Bundesministerium für Inneres, BMI або Innenministerium) — міністерство федерального уряду Австрії.
Офіси міністерства розміщуються в Моденському палаці на вулиці Herrengasse 7, Відень. Нинішньою главою міністерства є член Австрійської народної партії Карл Негаммер (з 2020).

## Структура
З квітня 2011 року міністр підтримується державним секретарем з питань інтеграції. Федеральне міністерство складається з чотирьох департаментів (Sektionen):
- Президія
- Генеральний директорат з питань громадської безпеки (GDföS)
- Юридичний департамент
- Департамент обслуговування і контролю

## Галерея

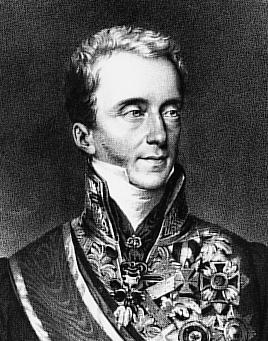
Франц Антон Коловрат-Лібштейнський, перший міністр (1826-1848)
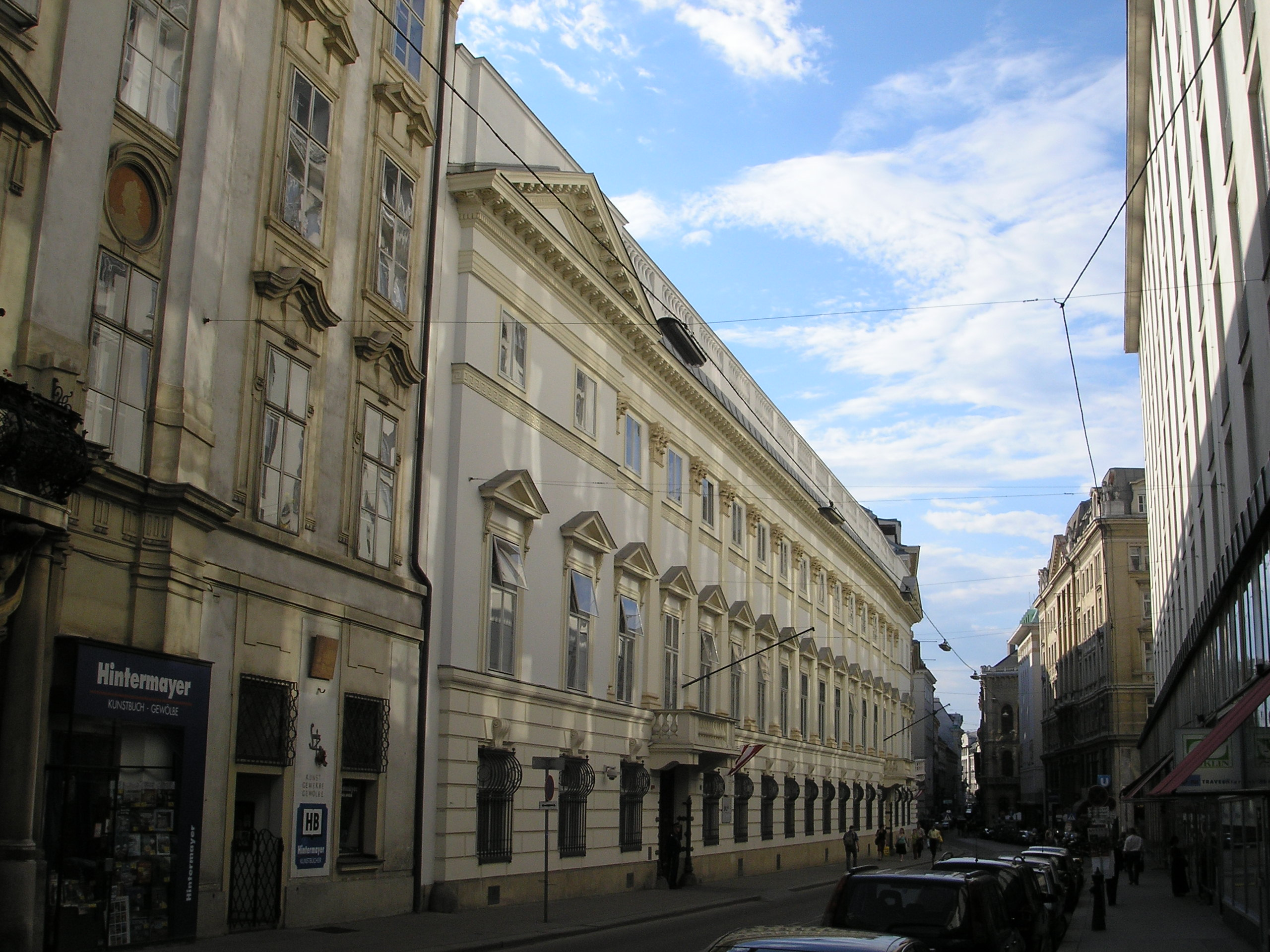
Моденський палац, Внутрішнє місто (Відень)
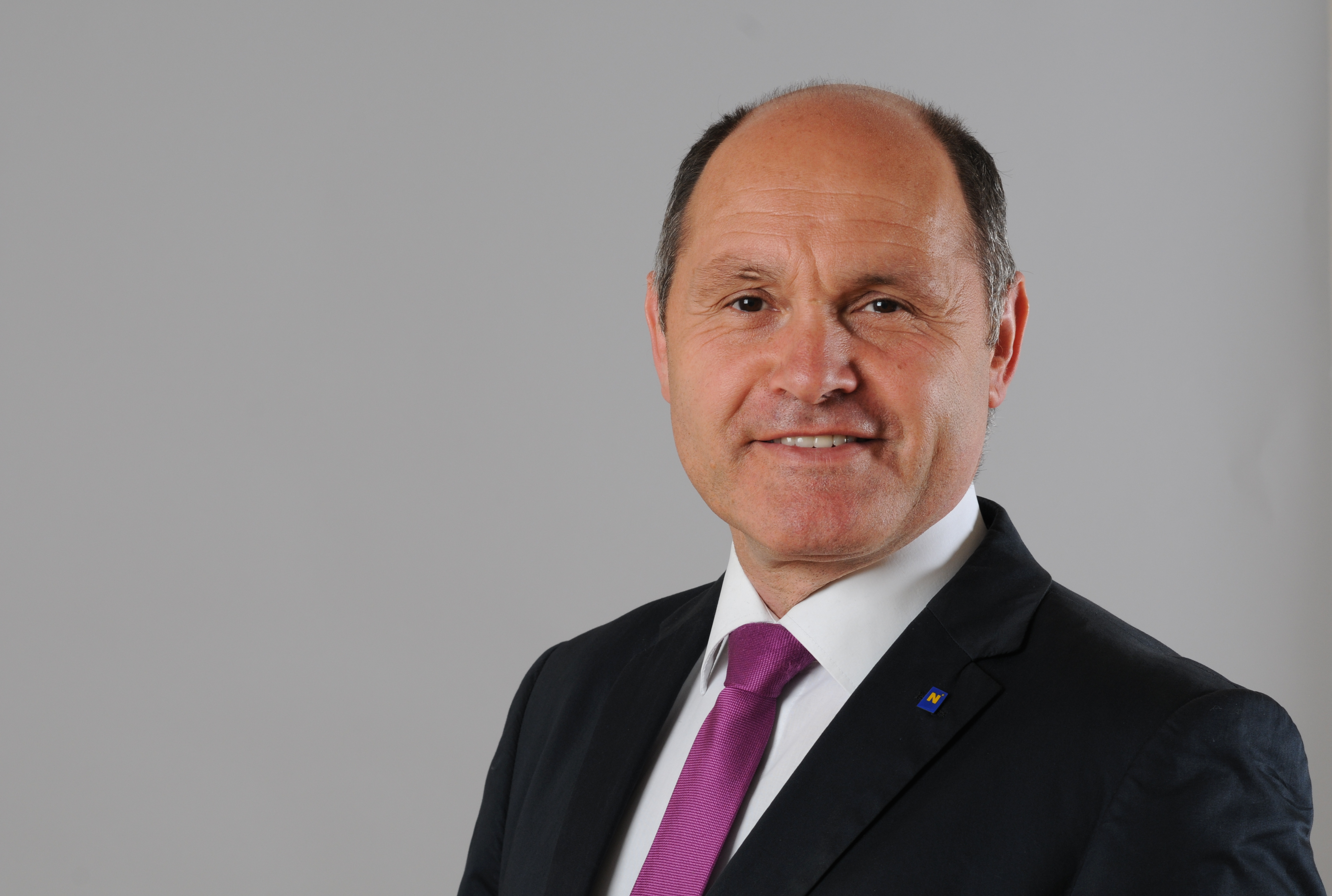
Вольфганг Соботка, міністр (2016-2017)
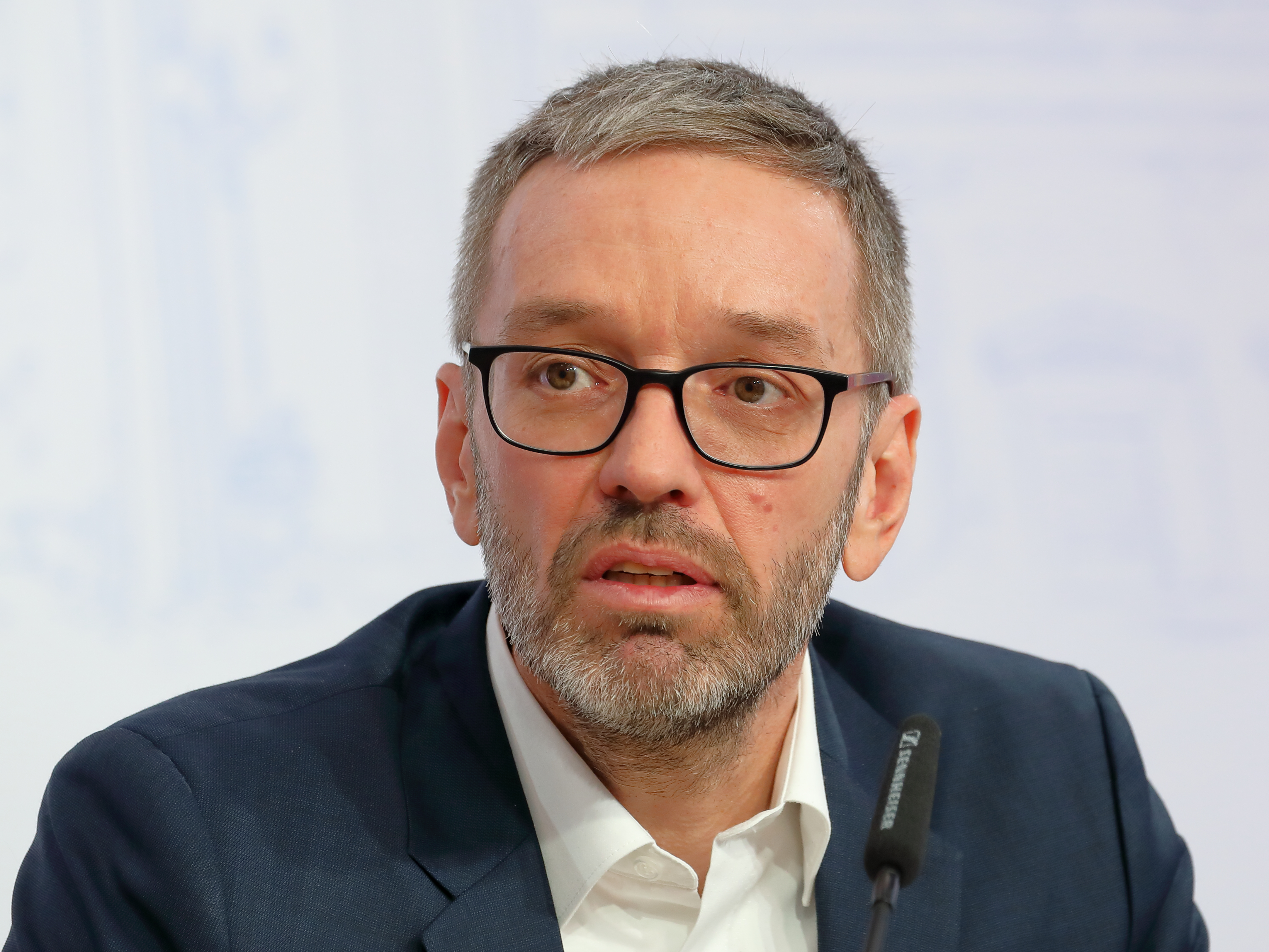
Герберт Кікл, міністр (2017—2019)
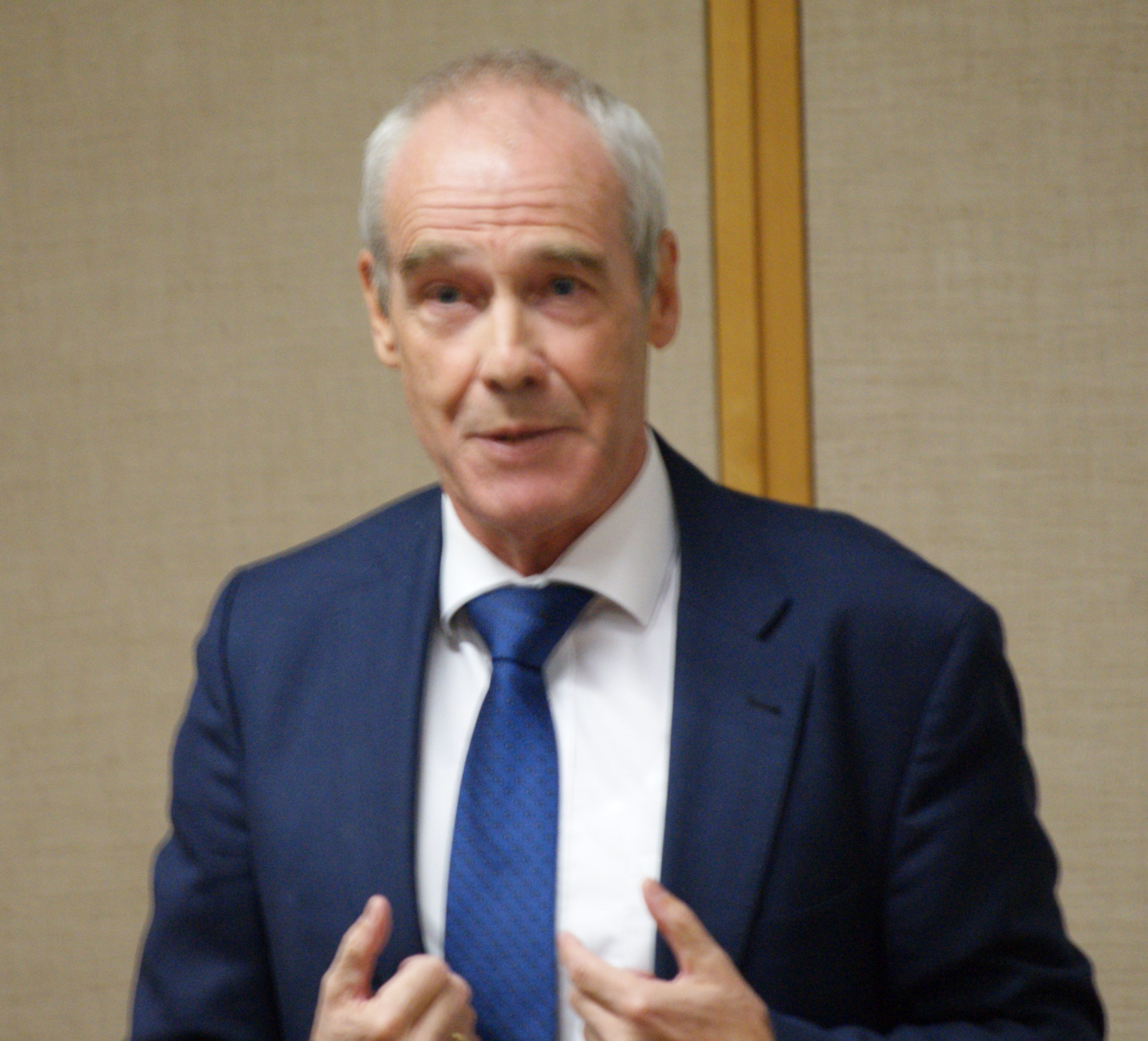
Еккарт Рац, міністр (2019)
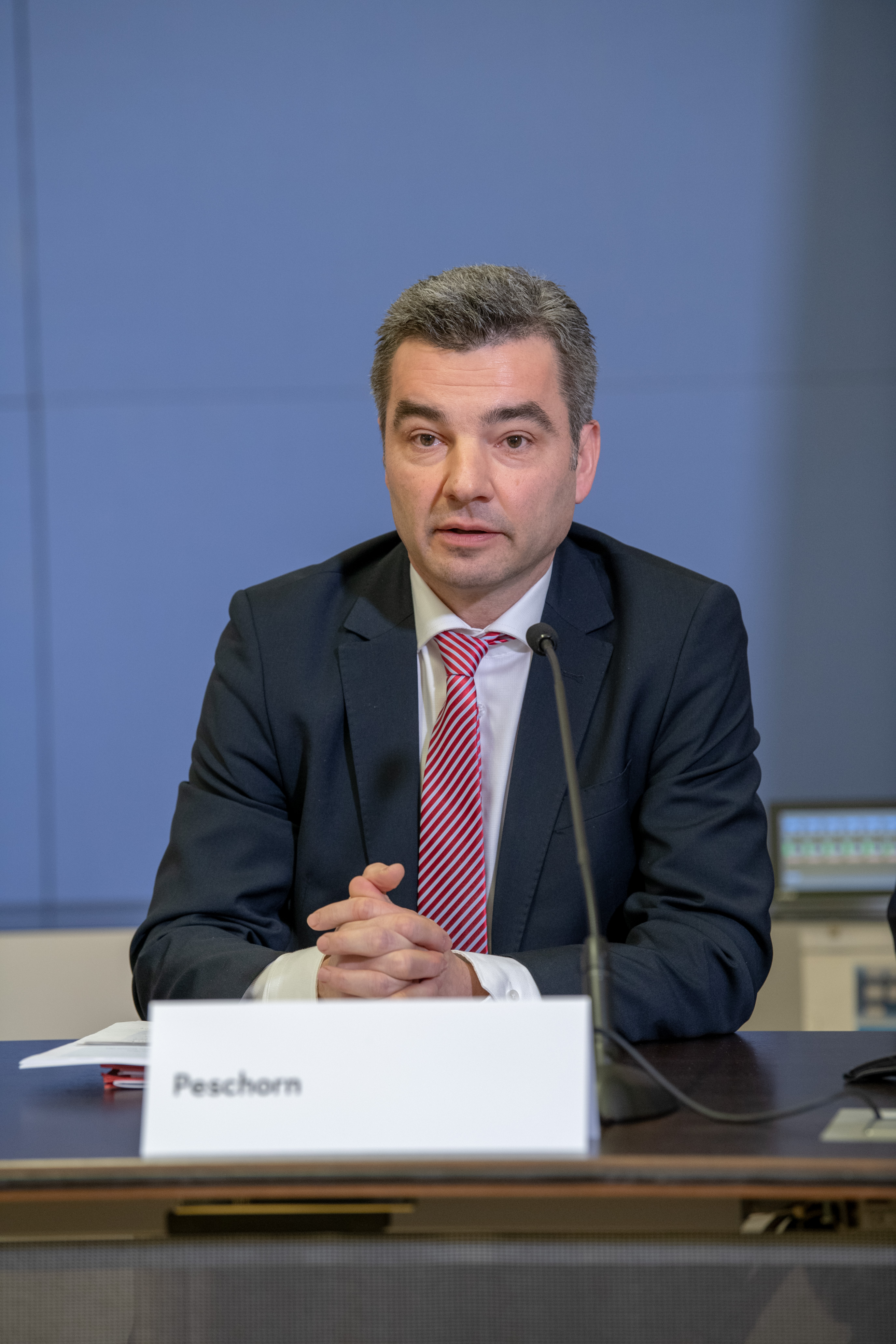
Вольфґанґ Печорн, міністр (2019—2020)
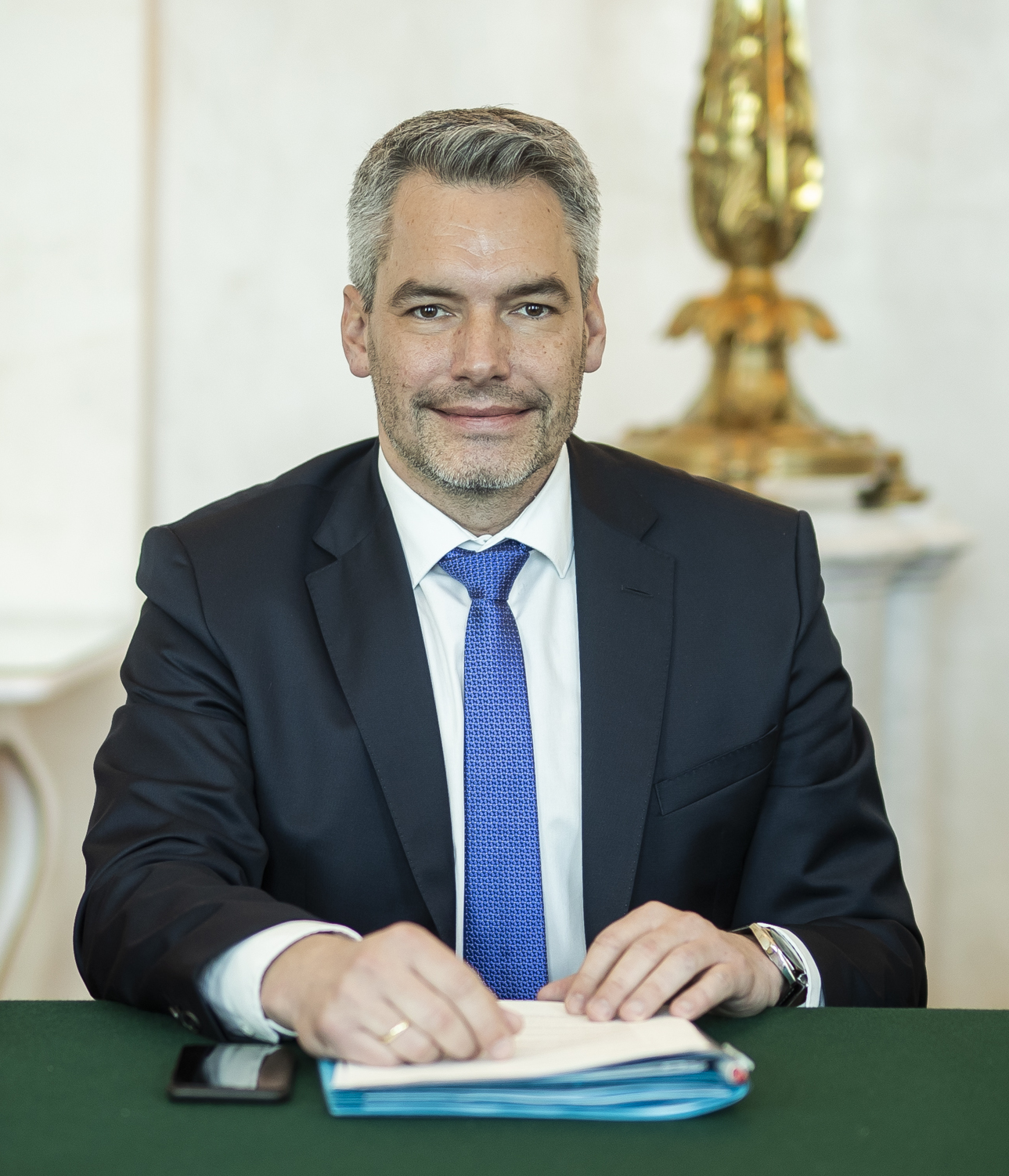
Карл Негаммер, міністр (з 2020)